# ADSL语音分离器
ADSL语音分离器简称ADSL分离器，是在ADSL通信线路中将DISLAM设备和PSTN设备的高频数据信号和低频语音信号耦合在一根两芯的电话线中传输到终端用户，当信号输送到终端用户时，再有ADSL语音分离器将高频的数据信号分离给ATU-R连接到电脑上网，将低频语音信号分离到电话机，传真机等终端设备。

## 分类
按功能分类
- 局端ADSL语音分离器：在电信端是将信号耦合，以金属指面与语音模块的金属弹片相连接。
- 终端（用户端）ADSL语音分离器：在终端是将信号分离，高频的数据信号（30K Hz-2208K Hz或以上）分离给ATU-R连接到电脑上网，将低频语音信号（200 Hz-4000 Hz）分离到电话机，传真机......等终端设备。是通过RJ11，RJ45或压线端子与外部相连接的。